# 1992 UY2
1992 UY2 är en asteroid i huvudbältet som upptäcktes den 25 oktober 1992 av den japanska astronomen Nobuhiro Kawasato i Uenohara.